# Gaisruck (Gemeinde Hausleiten)
Gaisruck ist ein Ort mit 257 Einwohnern (Stand 1. Jänner 2024) im Bezirk Korneuburg in Niederösterreich. Er wurde am 1. Jänner 1971 als Katastralgemeinde der Marktgemeinde Hausleiten eingegliedert.

## Geografie
Das Dorf liegt westlich von Hausleiten am Fuß des Wagram. Durch den Ort führt die Tullner Straße, die hier die Landesstraße L14 kreuzt, aber auch der Große Tullnerfelder Rundwanderweg 675 und der Jakobsweg Weinviertel durchqueren den Ort.

## Geschichte
Vermutungen zufolge wurde der Ort durch bayerisch/fränkische Siedler ähnlich wie Pettendorf (Gemeinde Hausleiten) angelegt, die den Ortsnamen aus ihrer Heimat mitbrachten. So gibt es z. B. einen Ort Gaisruck in der Gemeinde Zachenberg im niederbayerischen Landkreis Regen. Die Gegend um Gaisruck gehörte um 985/991 zum Passauer Lutz, den bischöflichen Besitzungen von der Donau bis zum Gebirgszug Wagram. Um 1190 wird ein „Rudolfus de Geizrukke“ in einer Klosterneuburger Tradition erwähnt. Ein weiteres Dokument aus der Frühzeit des Dorfes berichtet, dass Heinrich, Domherr zu Passau und Dechant zu Tulln 1329, von Ulrich Storihand Klein- und Großzehent zu Hausleiten Gaisruck und Goldgeben kauft und es dem Spital in Tulln schenkt. Aus 1463 (so schreibt Msgr. Keck) hat sich ein Banntaiding (Weistum, Dorfordnung) erhalten, nach der Gaisruck umwehrt war und zwei Falltore besaß. Der Ort lag am uralten Plecketen Weg (Ungarn – Passau) und der Nord-Süd-Verbindung Böhmen – Donau.
Im Lauf der Jahrhunderte erlangten neben den Passauern Bischöfen verschiedene Adelsgeschlechter Besitztum in Gaisruck. Die Ebersdorfer besaßen mit 12 Höfen den größten Teil des benachbarten Pettendorf zu Beginn des 16. Jahrhunderts. Wenig später werden das Adelsgeschlecht derer von Hardegg neben der Stadt Passau als Grundbesitzer genannt. Im 18. Jahrhundert ist das Dorf Neuaigen mit der Familie Enckevoirt für einige Gaisrucker zuständig. Die wiederum verkauften an die Grafen von Schönborn. Nach dem Rückzug der Passauer (Diözesanregulierung 1783) wurde Gaisruck im Jahre 1803 gemeinsam mit Hausleiten und Oberolberndorf der neuen Herrschaft Stetten zugeschlagen. Am 9. Juli 1850 wurde nach der Aufhebung der Grundherrschaft die Gemeinde Gaisruck einschließlich der zugehörigen Dörfer Perzendorf und Zaina konstituiert. Im Jahre 1914 wird zwischen Hausleiten und Gaisruck entlang des Wagrams ein Militärlager errichtet, in dem zumeist polnische und ruthenische (ukrainische) Soldaten untergebracht waren. Kurz nach dem Krieg im Jahre 1920 zieht sich Gaisruck aus der gemeinsamen Gemeinde mit Perzendorf und Zaina zurück. Laut Adressbuch von Österreich waren im Jahr 1938 in der Ortsgemeinde Gaisruck ein Bäcker, ein Gastwirt, zwei Gemischtwarenhändler, ein Pfaidler, ein Schmied, ein Schuster, ein Trafikant, ein Wagner und zahlreiche Landwirte ansässig. 1971 erfolgte die Eingemeindung in die Marktgemeinde Hausleiten.
Eine adelige Familie mit dem Namen Gaisruck wanderte im 14. Jahrhundert aus der Schweiz kommend in der Steiermark und Kärnten ein. Zu dieser Familie gehört Kardinal Karl Kajetan von Gaisruck (1769–1846), Erzbischof von Mailand. Dieses im 19. Jahrhundert ausgestorbene Adelsgeschlecht hat aber vermutlich nichts mit diesem Dorf zu tun, obwohl der Genannte in Passau studiert hatte und dortselbst Weihbischof war.

## Sehenswürdigkeiten

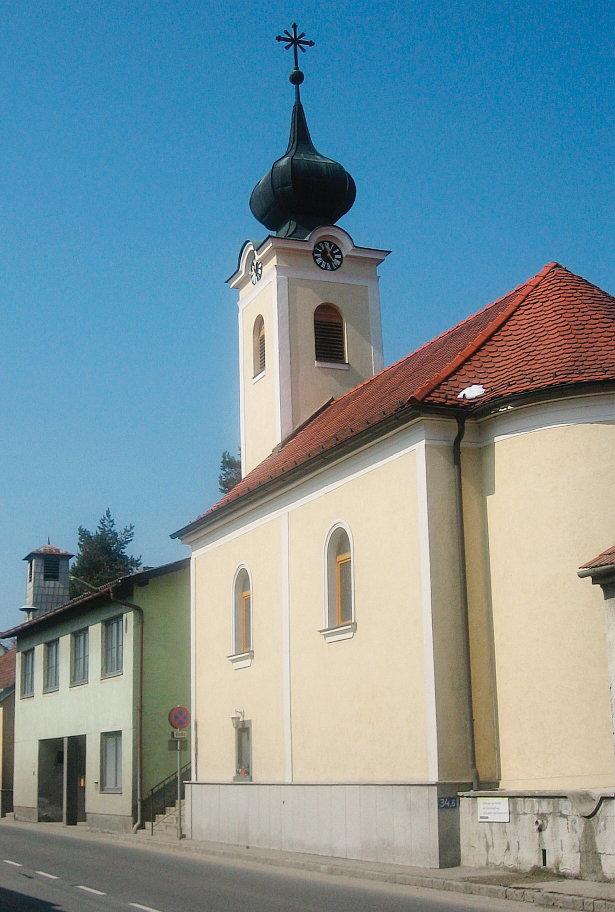
Dorfkapelle „Hl. Leonhard“ (1871) zu Gaisruck (Pfarrgemeinde Hausleiten)
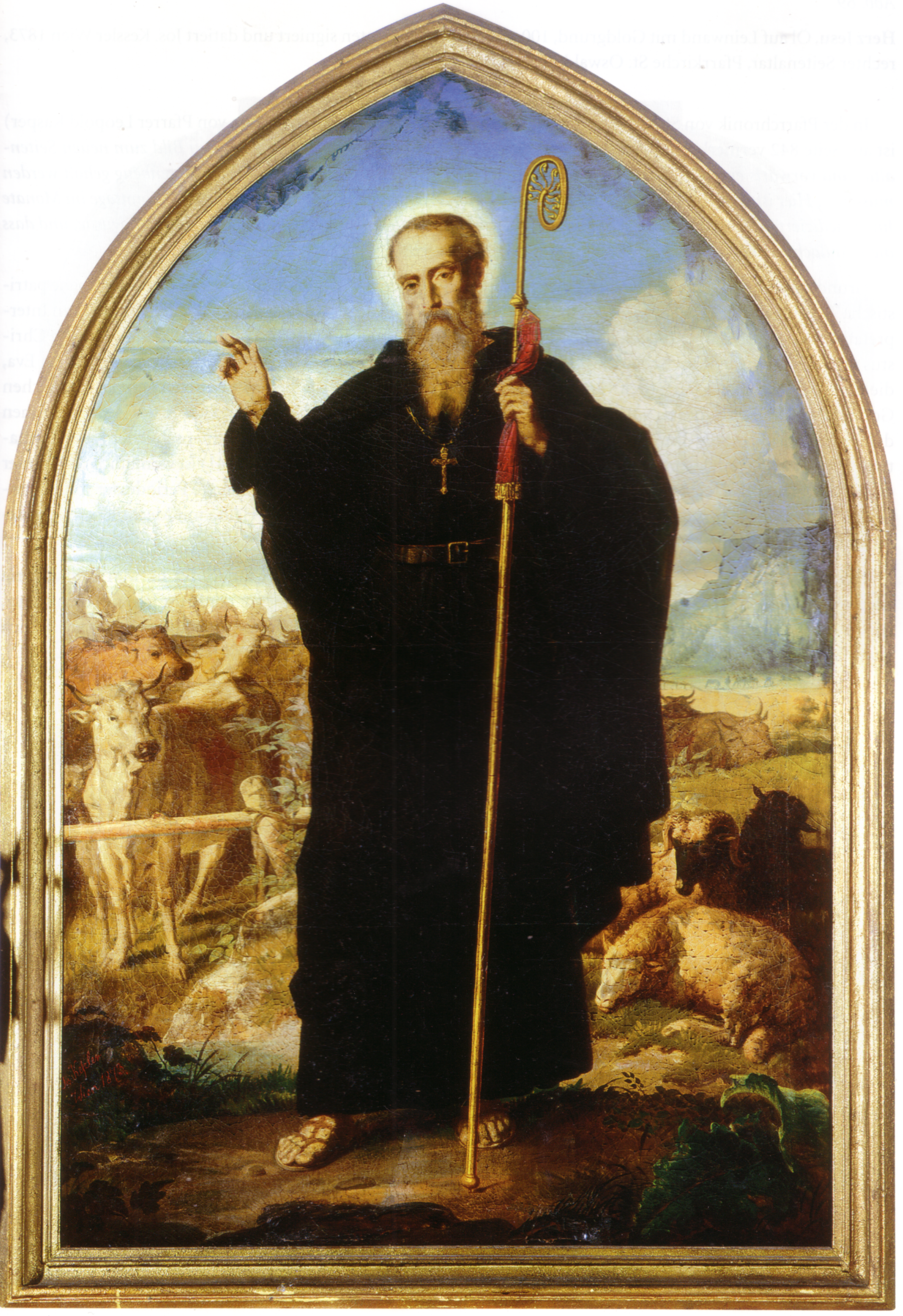
Altarbild „Hl. Leonhard“ (1871) von Josef Kessler in der Dorfkapelle
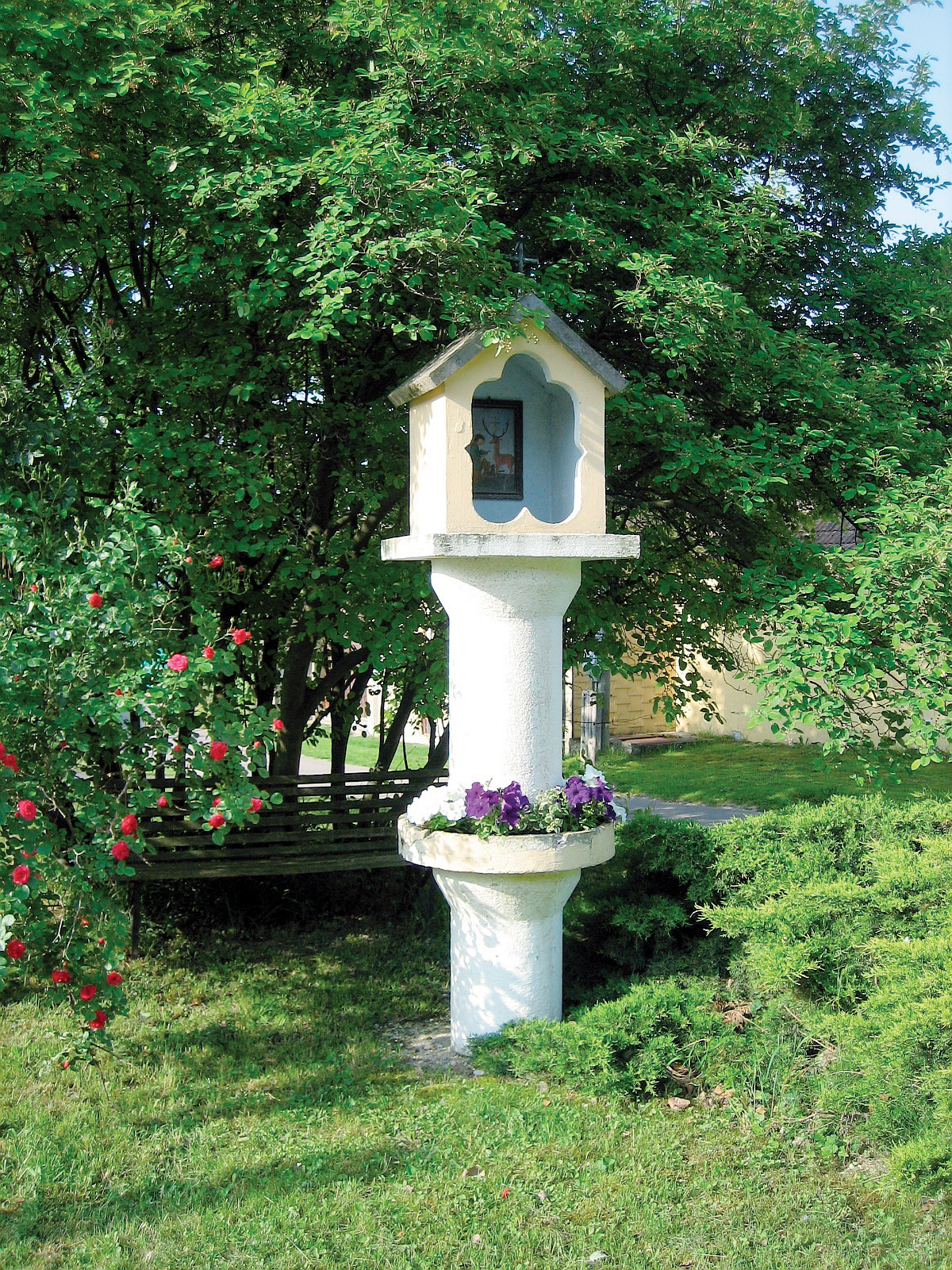
Marterl rechts an der LH14 bei der östlichen Ortsausfahrt in Richtung Hausleiten – bei Bauer.

## Infrastruktur

### Öffentlicher Verkehr
Anfang des 20. Jahrhunderts wurde Gaisruck durch die Errichtung der eingleisigen Lokalbahn Absdorf-Hippersdorf–Stockerau an das Bahnnetz angebunden. Heute wird die Haltestelle von der Linie S4 der Wiener S-Bahn befahren.

### Straßen
Durch die Ortschaft verläuft die Tullner Straße (B19). Diese führt südlich direkt zur Stockerauer Schnellstraße (S5) sowie nördlich zur Horner Straße (B4).

## Die Marktgemeinde Hausleiten
| Pettendorf | Seitzersdorf-Wolfpassing | Zissersdorf |
| Gaisruck   | Hausleiten               | Goldgeben   |
| Perzendorf | Zaina                    | Schmida     |